# Elongación (astronomía)

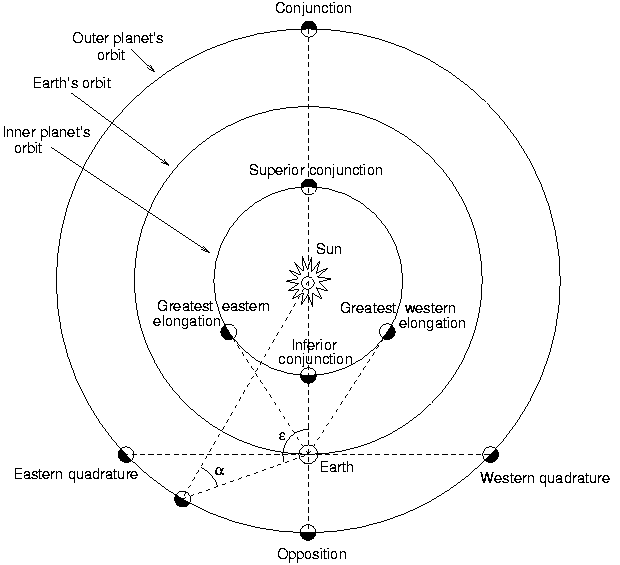
El diagrama ilustra la elongación o ángulo de la posición de la Tierra con respecto al Sol.

En astronomía, la elongación es el ángulo entre el Sol y un planeta visto desde la Tierra. Para un planeta inferior como Mercurio y Venus la elongación adquiere un valor máximo dado por la expresión
{\displaystyle \sin E_{max}=r}
En donde r es la distancia del planeta inferior al Sol en UA. Para un planeta superior la elongación no tiene un valor limitado. Vale 0 en la conjunción, 90 en las cuadraturas y 180 en la oposición.
En la máxima elongación de un planeta inferior el ángulo de fase, que es por definición el ángulo que forma el segmento Planeta-Sol con el segmento Planeta-Tierra, es de 90° y se dice que el planeta presenta "dicotomía" ya que desde la Tierra se observa medio círculo iluminado y medio círculo oscuro, igual que tal como vemos la Luna en los cuartos.
Cuando un planeta inferior es visible después de la puesta del sol, está cerca de su máxima elongación oriental. Cuando un planeta inferior es visible antes del amanecer, está cerca de su máxima elongación occidental. El valor de la máxima elongación (oeste o este), para Mercurio, está entre 18° y 28° y para Venus entre 45° y 47°. Este valor varía debido a que las órbitas de los planetas son elípticas, en lugar de círculos perfectos. Otro contribuyente menor a esta inconsistencia es la inclinación orbital: la órbita de cada planeta está en un plano ligeramente diferente.
Se entiende también por elongación el ángulo entre un planeta y su satélite visto desde la Tierra. Galileo estudió las cambiantes configuraciones de los satélites de Júpiter midiendo sus elongaciones.

## Período entre máximas elongaciones
Las máximas elongaciones de un planeta inferior ocurren periódicamente, con una máxima elongación oriental seguida de una máxima elongación occidental, y viceversa. El periodo depende de la velocidad angular relativa de la Tierra y el planeta vistas desde el Sol. El tiempo que toma completarlo es el periodo sinódico del planeta.
Si Ts es el período sinódico (por ejemplo, el lapso entre dos máximas elongaciones orientales, o el lapso entre dos máximas conjunciones superiores,...), ω la velocidad angular relativa, ωe la velocidad angular de la Tierra y ωp la del planeta, entonces tenemos que para un planeta inferior (Mercurio, Venus)
{\displaystyle T_{s}={2\pi  \over \omega }={2\pi  \over \omega _{p}-\omega _{e}}={2\pi  \over {2\pi  \over T_{p}}-{2\pi  \over T_{e}}}={T_{e} \over {T_{e} \over T_{p}}-1}}
{\displaystyle T_{s}={\dfrac {T_{e}\ T_{p}}{T_{e}-T_{p}}}}

Mientras que para un planeta superior (Marte, Júpiter,...) en el que no hay máxima elongación, ya que la elongación puede tomar todos los valores desde 0° a 180°, el período sinódico, tiempo entre por ejemplo dos conjunciones superiores (elongación = 0°) o dos oposiciones consecutivas (elongación = 180°), se calcula:
{\displaystyle T_{s}={2\pi  \over \omega }={2\pi  \over \omega _{e}-\omega _{p}}={2\pi  \over {2\pi  \over T_{e}}-{2\pi  \over T_{p}}}={\dfrac {T_{e}}{1-{\frac {T_{e}}{T_{p}}}}}}
{\displaystyle T_{s}={\dfrac {T_{e}\ T_{p}}{T_{p}-T_{e}}}}

Donde Te y Tp son los "años" de la Tierra y del planeta respectivamente, es decir los periodos de revolución en torno al Sol, llamados periodo sideral.
Por ejemplo, el periodo sideral de Venus (p) es 225 días, y el de la Tierra (e) es de 365 días. Así, el periodo sinódico (s) de Venus, que proporciona el lapso entre dos máximas elongaciones orientales (u occidentales) es de 584 días.
Estos valores son aproximados, porque los planetas no tienen órbitas coplanarias perfectamente circulares. Como obliga la segunda ley de Kepler, cuando un planeta está cercano al Sol se mueve más rápido que cuando está más alejado, así que la determinación exacta de la fecha y hora de la mayor elongación requiere un análisis mucho más complejo de la mecánica orbital.

## Elongación de planetas superiores
Los planetas superiores, planetas enanos y asteroides tienen ciclos diferentes. Luego de la conjunción superior, la elongación del objeto continúa incrementándose hasta que se aproxima al máximo valor mayor de 90° (lo que es imposible con planetas inferiores) y típicamente muy cercano a 180°, lo que se conoce como oposición y corresponde a la conjunción heliocéntrica con la Tierra. En otras palabras, como ve un observador en el planeta superior en oposición, la Tierra aparece en conjunción inferior con el Sol. Técnicamente, el momento exacto de la oposición es un poco diferente del momento de máxima elongación. La oposición se define como el momento en que las longitudes eclípticas aparentes del planeta superior y el Sol difieren en 180°, lo que ignora el hecho de que el planeta está fuera del plano de la órbita de la Tierra. Por ejemplo, Plutón, cuya órbita es muy inclinada respecto al plano orbital de la Tierra, puede tener una elongación máxima significativamente inferior a 180° en la oposición.
Todos los planetas superiores son más fácilmente visibles en sus oposiciones porque están cerca de su máximo acercamiento a la Tierra y también están por encima del horizonte durante toda la noche. La variación en magnitud causada por los cambios en la elongación son mayores cuanto más cerca de la Tierra está la órbita del planeta. En particular la magnitud de Marte cambia hasta 75 veces con la elongación. El brillo máximo y mínimo de Júpiter difiere sólo en un factor de 3,3 veces, mientras que para Urano —que es el cuerpo del sistema solar más distante visible a simple vista— difiere en un factor de 1,7 veces.
Como los asteroides viajan en una órbita no mucho mayor que la de la Tierra, su magnitud puede variar mucho en función de la elongación. Aunque más de una docena de objetos en el cinturón de asteroides se pueden ver con binoculares 10x50 en una oposición promedio, sólo Ceres y Vesta están siempre por encima del límite de los binoculares de +9,5 a pequeñas elongaciones.

## Elongación de los satélites de otros planetas
En ocasiones, elongación puede referir a la distancia angular de un satélite respecto a su planeta central, como por ejemplo la distancia angular de Ío de Júpiter. Aquí se puede también hablar de mayores elongaciones orientales y mayores elongaciones occidentales.  En el caso de los satélites de Urano, puede hablarse de máxima elongación Norte y máxima elongación Sur, debido a la alta inclinación del eje de rotación del planeta.